# جيمس دبليو. بوث
جيمس دبليو. بوث (بالإنجليزية: James W. Booth)‏ هو سياسي أمريكي، ولد في 9 سبتمبر 1822 في نيويورك في الولايات المتحدة، وتوفي في 14 سبتمبر 1876 في ناياك في الولايات المتحدة. حزبياً، نشط في الحزب الجمهوري. وقد انتخب عضو مجلس ولاية نيويورك.